# Horst (hannoversches Adelsgeschlecht)

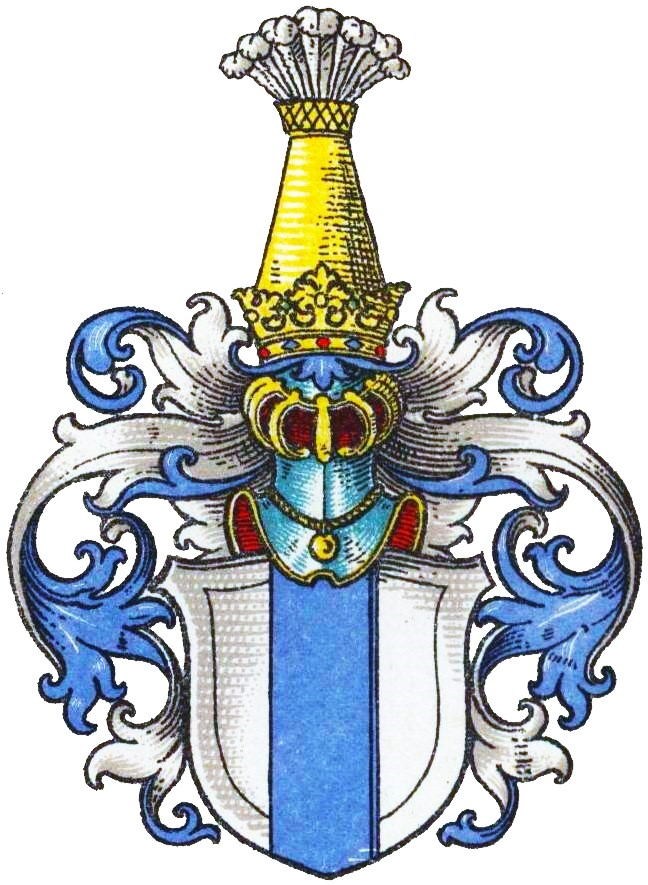
Wappen derer von der Horst im Wappenbuch des Westfälischen Adels

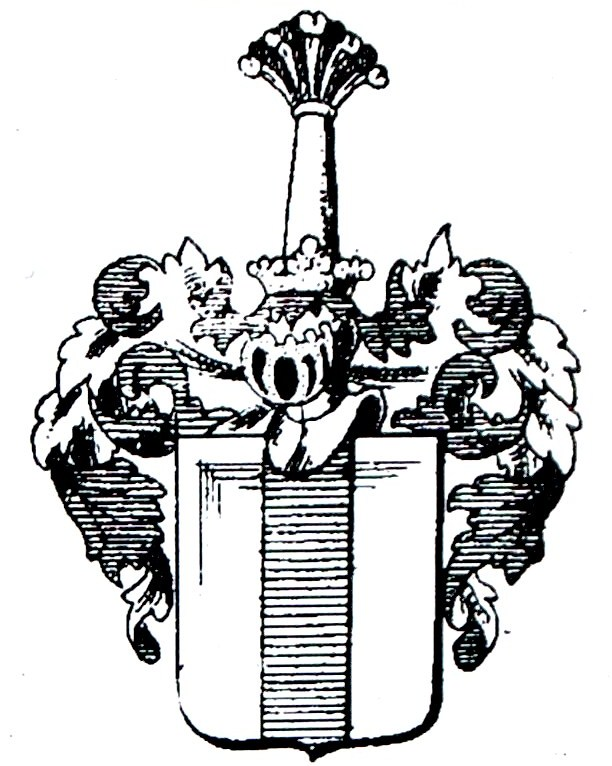
Wappen derer von der Horst

Von der Horst ist der Name eines Briefadelsgeschlechts aus dem Raum Hannover, das im Jahr 1786 durch eine Reichadelserneuerung nobilitiert wurde.
Es ist zu unterscheiden von dem freiherrlichen Uradelsgeschlecht „von der Horst“, welches ebenfalls im Hochstift Osnabrück lebte.

## Geschichte
Die Familie tritt erstmals im Jahre 1641 mit dem in schwedischen Diensten stehenden Erdwin von der Horst im Fürstentum Osnabrück in Erscheinung, mit dem auch die Stammreihe beginnt. Er war vermutlich mit dem Schweden Gustav Gustavson in das Osnabrücker Land gekommen und hatte nach der Vertreibung des Vogtes Herbord Telkamp als fürstlich-bischöflicher münsterscher Amtmann zu Wildeshausen die Stellung eines Vogtes in Gehrde (Amt Vörden) erhalten.
Die Nachkommen des Erdwin von der Horst brachten unterschiedliche Hypothesen bezüglich des Ursprungs der Familie hervor. Heute darf man davon ausgehen, dass Erdwin der Enkel des David von der Horst war, welcher um 1581 Hauptmann zu Nienburg an der Weser war. Bis 1841 war ein Major von der Horst noch im Besitz des Gutes Peterstorf bei Oldenburg in Holstein.

## Standeserhebung
Nach Angaben des Wappenbuches des blühenden Adels der Provinz Schleswig-Holstein, wurde die Familie 1658 von Kaiser Leopold I. in den Reichsadelsstand erhoben. Eine entsprechende Bestätigung über die Erhebung in den Reichsadelsstand konnte vom Adelsarchiv in Wien nicht bestätigt werden, jedoch ist die Adelserneuerung zu Wien vom 29. August 1786 für Johann David von der Horst zu Neustadt am Rübenberge, seiner Witwe und seinen Sohn Erdwin urkundlich.

## Wappen
Blasonierung: In Silber einen blauer Pfahl. Auf dem gekrönten Helm mit blau-silbernen Decken eine goldene Säule, darauf ein offener goldener Korb, bestückt mit silbernen (oder roten und silbernen) Straußenfedern.

## Personen/Namensträger
- David von der Horst (Hauptmann zu Nienburg/Weser)
- Erdwin von der Horst (Vogt zu Gehrde)
- Erdwin von der Horst